# Tom Heaton (labdarúgó)
Tom Heaton vagy teljes nevén Thomas David Heaton (Chester, 1986. április 15. –) angol válogatott labdarúgó, kapus, a Manchester United játékosa.

## Pályafutása

### Manchester United (2005–2010)
Heaton a Wrexham ifiakadémiáján is megfordult, ahol egyes esetekben középpályásként is pályára lépett. Ezután került a Manchester United U17-es csapatához, ahol 20 meccset játszott, mielőtt a vezetőség 2002. július 8-án úgy döntött, hogy szerződést ad neki. A 2002–03-as szezonban az ifikkel megnyerte az FA Youth Cup-ot, bár a sorozatban végig Luke Steele védett. 2003. október 3-án, egy Birmingham City elleni mérkőzésen mutatkozhatott be a tartalékok között. A 2003–04-es idény végén átvehette a Manchester Senior Cup győztesének járó aranyérmet is, bár a döntőben nem lépett pályára.
A következő szezonra állandó tagja lett a tartalékcsapatnak, és 2004. augusztus 17-én, Stan Ternent búcsúmeccsén a felnőtt csapatban is lehetőséghez jutott, a 76. percben váltotta Luke Steele-t, aki korábban Tim Howard helyére állt be. Az idény végére Heaton mindkét tartalékbajnokságot megnyerte csapatával.
2007. március 13-án Heaton egy félidőt védhetett az Európa-válogatott elleni barátságos meccsen. Később egy tétmeccsre is bekerült a felnőtt csapat keretébe, amikor Edwin van der Sar sérülés miatt nem tudta vállalni a játékot.

#### Kölcsön a Swindon Townban
Olyan jól védett a tartalékoknál, hogy a United úgy döntött, elég érett ahhoz, hogy kölcsönadják egy másik csapatnak. A 2005–06-os évad kezdetétől 2006. január 1-jéig a Swindon Townhoz került, ahol minden sorozatot egybevéve több mint 20 meccsen játszott. A bemutatkozó mérkőzésén kivédett egy büntetőt, ami után a Swindon akkori mestere, Iffy Onuora fényes jövőt jósolt neki. Miután lejárt a kölcsönszerződése, a Manchester United rögtön továbbadta, ezúttal a Royal Antwerphez küldték.

#### Kölcsön a Cardiff City-ben
A 2008–09-es szezont kölcsönben a Cardiff Citynél töltötte, ahol november közepéig szinte minden meccsen ő védte a kaput. November 22-én, egy Plymouth Argyle elleni találkozón azonban megsérült, ami miatt egy ideig nem játszhatott. Peter Enckelman vette át a helyét, akivel két hónapig veretlen maradt a csapat.
Februárban megsérült a jó formában lévő Enckelman, így Heaton visszavehette helyét a kapuban. Első meccsén a Cardiff City 4–0-ra kikapott egy kupameccsen, de végül őt választották a mérkőzés legjobbjának. A találkozón azonban combizomhúzódást szenvedett, ami miatt át kellett adnia a helyét Stuart Taylornak. Ezután Taylor lett a walesiek első számú kapusa, de egy Preston North End elleni 6–0-s vereség után ismét Heatonnak szavazott bizalmat a menedzser. A szezon végén visszatért a Manchester Unitedhez.

### Visszatérés Manchesterbe (2021–napjainkig)
Miután elhagyta az Aston Villa csapatát a 2020–2021-es szezon végén, a Manchester United 2021. július 22-én bejelentette, hogy leszerződtette az angol kapust. 2+1 éves szerződést írt alá a csapattal. 2021. december 8-án mutatkozott be a csapatban Dean Henderson cseréjeként, a Young Boys elleni UEFA-bajnokok ligája-mérkőzésen, tizenhét évvel az után, hogy először leszerződtette a United.
2023. január 10-én kezdett először a United kapujában, kapott gól nélkül lehozva a Charlton Athletic elleni ligakupa-negyeddöntőt.

## Válogatott
Heaton több korosztályos válogatottban is megfordult, az U21-es csapatba 2008 márciusában, Lengyelország ellen hívták be először. Joe Hartot váltva, csereként mutatkozhatott be.
2024-ben edzőkapusként utazott el az Európa-bajnokságra.

## Statisztika

### Klubcsapatokban
Frissítve: 2023. február 1.
| Csapat                           | Szezon           | Bajnokság        | Bajnokság | Bajnokság | Kupa | Kupa  | Ligakupa | Ligakupa | Egyéb | Egyéb | Összesen | Összesen |
| Csapat                           | Szezon           | Osztály          | P.        | Gólok     | P.   | Gólok | P.       | Gólok    | P.    | Gólok | P.       | Gólok    |
| -------------------------------- | ---------------- | ---------------- | --------- | --------- | ---- | ----- | -------- | -------- | ----- | ----- | -------- | -------- |
| Manchester United                | 2005–2006        | Premier League   | 0         | 0         | 0    | 0     | 0        | 0        | 0     | 0     | 0        | 0        |
| Manchester United                | 2006–2007        | Premier League   | 0         | 0         | 0    | 0     | 0        | 0        | 0     | 0     | 0        | 0        |
| Manchester United                | 2007–2008        | Premier League   | 0         | 0         | 0    | 0     | 0        | 0        | 0     | 0     | 0        | 0        |
| Manchester United                | 2008–2009        | Premier League   | 0         | 0         | —    | —     | —        | —        | 0     | 0     | 0        | 0        |
| Manchester United                | 2009–2010        | Premier League   | 0         | 0         | —    | —     | —        | —        | 0     | 0     | 0        | 0        |
| Manchester United                | Összesen         | Összesen         | 0         | 0         | 0    | 0     | 0        | 0        | 0     | 0     | 0        | 0        |
| Swindon Town (kölcsönben)        | 2005–2006        | League One       | 14        | 0         | 2    | 0     | 1        | 0        | 2     | 0     | 19       | 0        |
| Royal Antwerp (kölcsönben)       | 2005–2006        | Másodosztály     | 0         | 0         | —    | —     | —        | —        | —     | —     | 0        | 0        |
| Cardiff City (kölcsönben)        | 2008–2009        | Championship     | 21        | 0         | 1    | 0     | 2        | 0        | —     | —     | 24       | 0        |
| Queens Park Rangers (kölcsönben) | 2009–2010        | Championship     | 0         | 0         | —    | —     | 2        | 0        | —     | —     | 2        | 0        |
| Rochdale (kölcsönben)            | 2009–2010        | League Two       | 12        | 0         | 0    | 0     | —        | —        | —     | —     | 12       | 0        |
| Wycombe Wanderers (kölcsönben)   | 2009–2010        | League One       | 16        | 0         | —    | —     | —        | —        | —     | —     | 16       | 0        |
| Cardiff City                     | 2010–2011        | Championship     | 27        | 0         | 1    | 0     | 2        | 0        | 0     | 0     | 30       | 0        |
| Cardiff City                     | 2011–2012        | Championship     | 2         | 0         | 1    | 0     | 7        | 0        | 0     | 0     | 10       | 0        |
| Cardiff City                     | Összesen         | Összesen         | 29        | 0         | 2    | 0     | 9        | 0        | 0     | 0     | 40       | 0        |
| Bristol City                     | 2012–2013        | Championship     | 43        | 0         | 1    | 0     | 0        | 0        | —     | —     | 44       | 0        |
| Burnley                          | 2013–2014        | Championship     | 46        | 0         | 1    | 0     | 3        | 0        | —     | —     | 50       | 0        |
| Burnley                          | 2014–2015        | Premier League   | 38        | 0         | 2    | 0     | 0        | 0        | —     | —     | 40       | 0        |
| Burnley                          | 2015–2016        | Championship     | 46        | 0         | 2    | 0     | 0        | 0        | —     | —     | 48       | 0        |
| Burnley                          | 2016–2017        | Premier League   | 35        | 0         | 1    | 0     | 0        | 0        | —     | —     | 36       | 0        |
| Burnley                          | 2017–2018        | Premier League   | 4         | 0         | 0    | 0     | 0        | 0        | —     | —     | 4        | 0        |
| Burnley                          | 2018–2019        | Premier League   | 19        | 0         | 0    | 0     | 1        | 0        | 2     | 0     | 22       | 0        |
| Burnley                          | Összesen         | Összesen         | 188       | 0         | 6    | 0     | 4        | 0        | 2     | 0     | 200      | 0        |
| Aston Villa                      | 2019–2020        | Premier League   | 20        | 0         | 0    | 0     | 0        | 0        | —     | —     | 20       | 0        |
| Aston Villa                      | 2020–2021        | Premier League   | 0         | 0         | 0    | 0     | 0        | 0        | —     | —     | 0        | 0        |
| Aston Villa                      | Összesen         | Összesen         | 20        | 0         | 0    | 0     | 0        | 0        | —     | —     | 20       | 0        |
| Manchester United                | 2021–2022        | Premier League   | 0         | 0         | 0    | 0     | 0        | 0        | 1     | 0     | 1        | 0        |
| Manchester United                | 2022–2023        | Premier League   | 0         | 0         | 0    | 0     | 2        | 0        | 0     | 0     | 2        | 0        |
| Manchester United                | Összesen         | Összesen         | 0         | 0         | 0    | 0     | 2        | 0        | 1     | 0     | 3        | 0        |
| Karrier összesen                 | Karrier összesen | Karrier összesen | 343       | 0         | 12   | 0     | 20       | 0        | 5     | 0     | 380      | 0        |

1. ↑  Pályára lépések a Football League Trophy-ban
2. ↑  Appearances in Európa-ligában
3. ↑  Pályára lépések az UEFA-bajnokok ligájában

### A válogatottban
| Válogatott | Év       | Pályára lépések | Gólok |
| ---------- | -------- | --------------- | ----- |
| Anglia     | 2016     | 2               | 0     |
| Anglia     | 2017     | 1               | 0     |
| Összesen   | Összesen | 3               | 0     |

## Külső hivatkozások
- Tom Heaton pályafutásának statisztikái a Soccerbase oldalon (angolul)

- Tom Heaton adatlapja a Manchester United honlapján